# Óblast de Gómel
El óblast de Gómel, Homyel o Homiel (en  bielorruso Гомельская вобласць; en ruso Гомельская область) es una de las seis regiones que conforman la República de Bielorrusia. La capital es Gómel. Está situada al sudeste de Bielorrusia. Es fronteriza con Rusia, Ucrania y otras tres provincias de Bielorrusia: Mogilev, Minsk y Brest.
Su población es de 1.505.400 habitantes (estimación de 2004). Tiene una superficie de 40.400 km², que en términos de extensión es similar a la de Suiza. 
Los óblast de Gómel y Maguiliu fueron las más afectadas por el accidente de Chernóbil.

## Subdivisiones
La región (óblast) comprende la ciudad subprovincial de Gómel y los siguientes 21 raiones o distritos:
1. Aktsyabarski
2. Brahin
3. Buda-Kashalyowa
4. Chachersk
5. Dobrush
6. Gómel
7. Joiniki
8. Kalinkavichy
9. Karma
10. Lyelchytsy
11. Loyew
12. Mózyr
13. Naróulia
14. Petrikov
15. Rahachow
16. Rechytsa
17. Svetlahorsk
18. Vetka
19. Yelsk
20. Žłobin
21. Zhytkavichy

## Mayores ciudades
- Gómel
- Mazyr
- Žłobin
- Svetlahorsk
- Réchytsa
- Kalínkavichy
- Rahachou
- Dóbrush

## Demografía

Composición étnica de los raiones de la provincia de Gómel según el censo de 2009
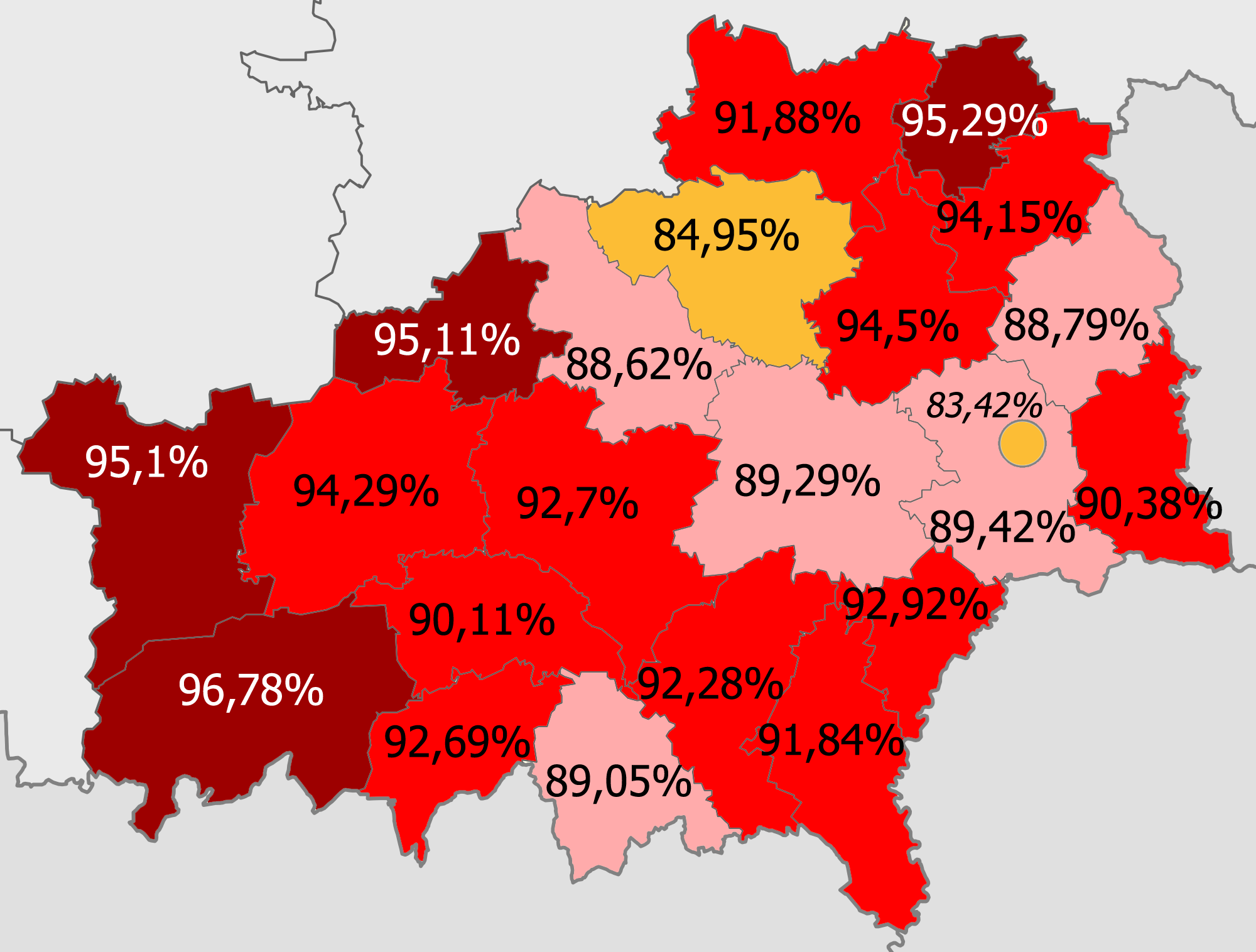
Bielorrusos en la provincia     >95%     90–95%     85—90%     <85%
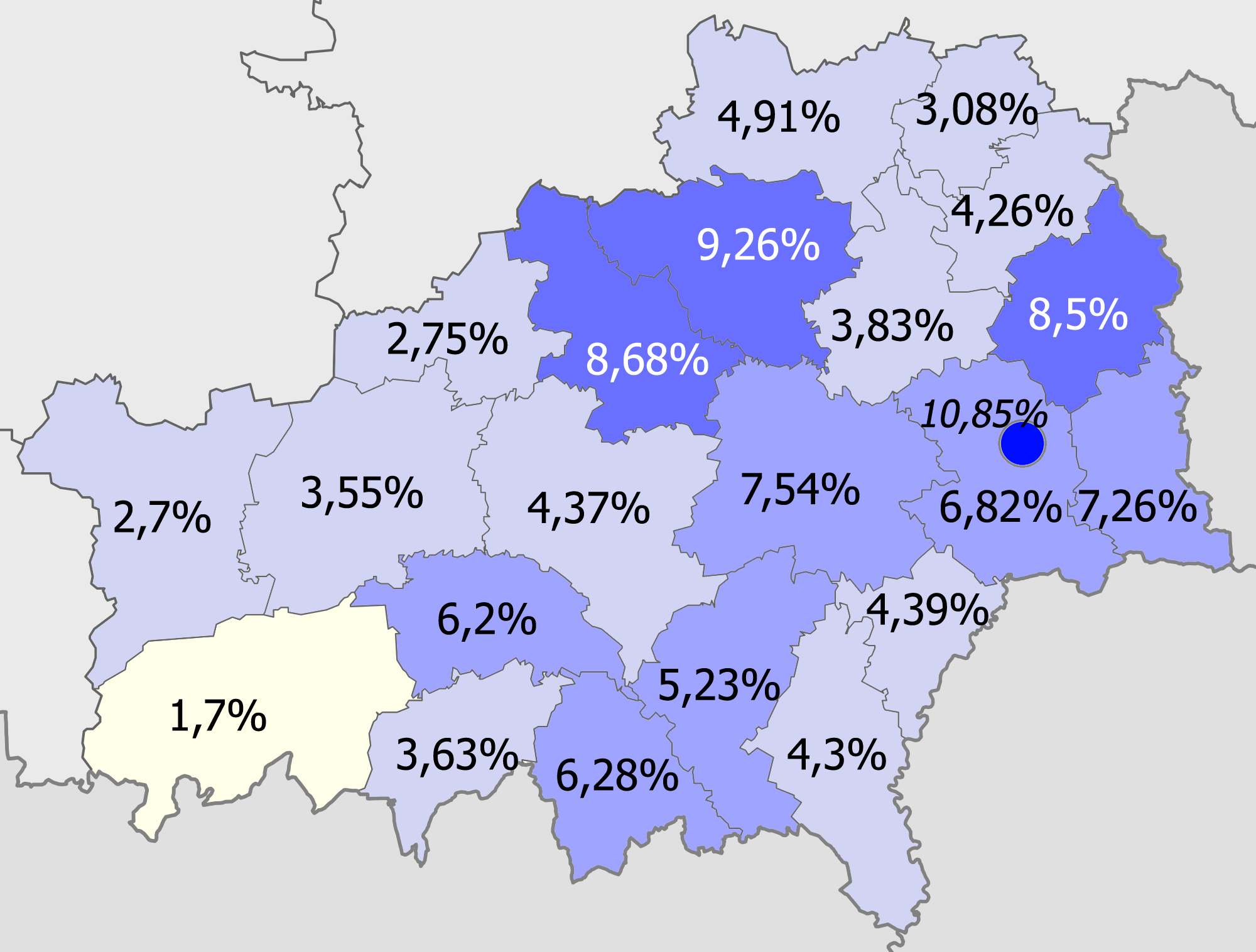
Rusos en la provincia     >10%     8–10%     5–8%     2–5%     <2%
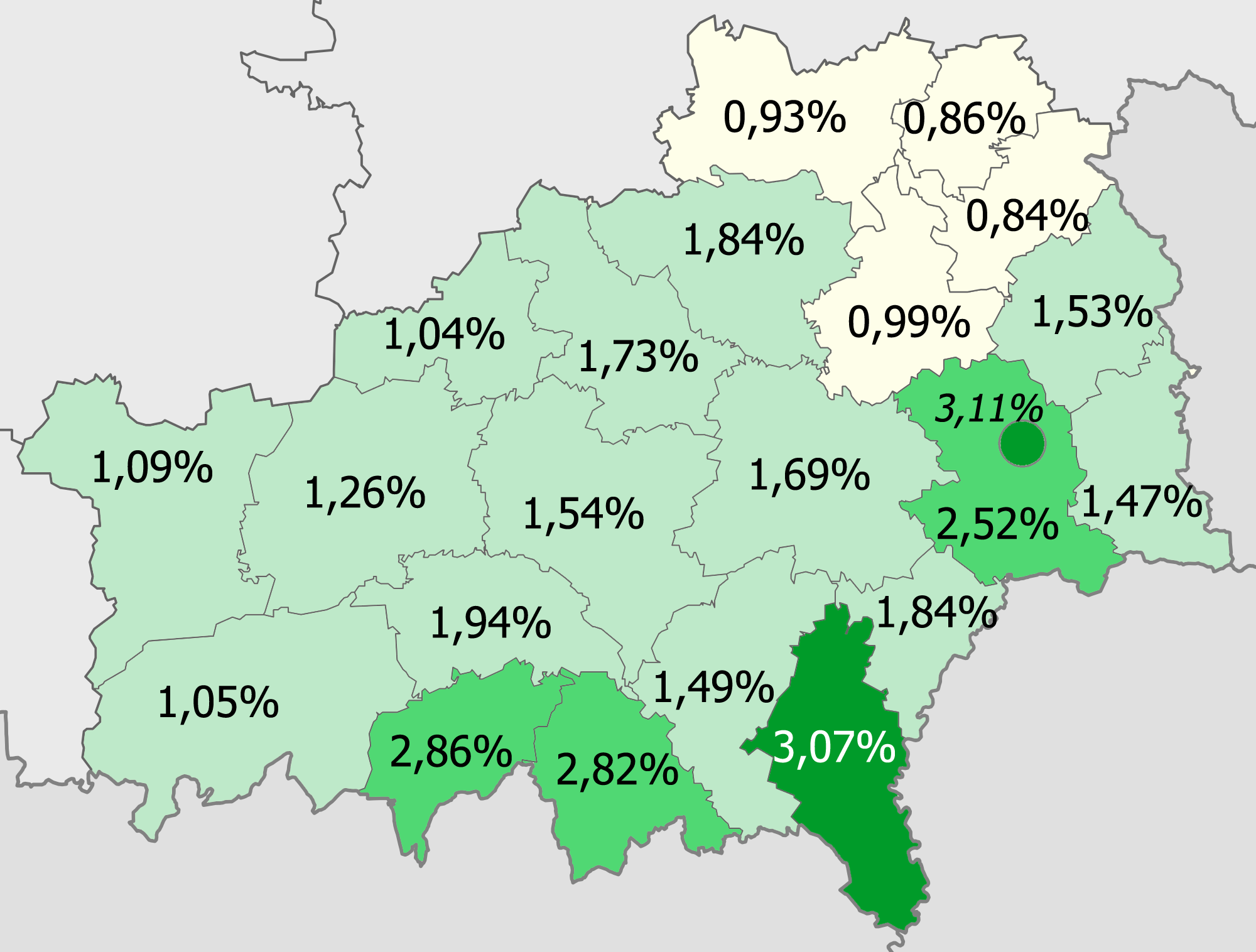
Ucranianos en la provincia     >3%     2–3%     1–2%     <1%